# Church of Realities
Church of Realities è il primo EP del gruppo musicale statunitense Hed P.E., autoprodotto nel 1995.

## Il disco
Contiene otto tracce, di cui sei vennero ri-registrate per l'incisione dell'omonimo album di debutto.

## Tracce
1. Inro
2. 1st Song
3. Hangman
4. Darky
5. I.F.O.
6. Ground
7. Spam
8. Hill

## Formazione
- Jahred Shane – voce
- Wesstile – chitarra
- Chizad – chitarra
- Mawk – basso
- The Finger – tastiera
- B.C. – batteria
- DJ Product – giradischi